# Michel Collinot
Michel Collinot (ur. 2 listopada 1946) – francuski polityk, dziennikarz i samorządowiec, poseł do Parlamentu Europejskiego II kadencji.

## Życiorys
Jego ojciec prowadził sklep z winami, on także początkowo pracował w tej branży. W latach 60. działał w prawicowej organizacji młodzieżowej Mouvement jeune révolution, w 1976 związał się z ruchem Union solidariste. W 1977 wstąpił do Frontu Narodowego. W partii odpowiadał za komunikację zewnętrzną, do 1996 pozostawał członkiem jego biura politycznego. Należał do założycieli związanego z partią periodyku National-Hebdo oraz Radio Le Pen, systemu informacji telefonicznej. Był również pomysłodawcą zapoczątkowanych w 1981 obchodów Święta Niebiesko-Biało-Czerwonego (Fête des Bleu-blanc-rouge), corocznego zgromadzenia sympatyków partii. Stosował kontrowersyjne metody działania, zasłynął m.in. zgoleniem brody podczas konferencji prasowej w proteście przeciw islamizacji i postawieniem krowy na scenie podczas wystąpienia.
W 1984 uzyskał mandat posła do Parlamentu Europejskiego. Przystąpił do Grupy Prawicy Europejskiej, należał m.in. do Komisji Budżetowej oraz Komisji ds. Energii, Badań Naukowych i Technologii. W 1989 nie uzyskał reelekcji. W latach 1986–1998 zasiadał w radzie regionu Burgundia, w 1995 wybrano go także radnym w Montceau-les-Mines. W 1998 wycofał się z działalności politycznej.